# Tage Kemp
Tage Kemp (* 28. August 1896 in Brønderslev; † 7. Januar 1964 in Kopenhagen) war ein dänischer Humangenetiker und Eugeniker. Als Direktor des Instituts für Humangenetik der Universität Kopenhagen war er eine Schlüsselfigur in der Entwicklung der Genetik in Europa.

## Leben

### Medizinische Ausbildung
Der Sohn eines Pfarrers begann 1914 ein Studium der Medizin an der Universität von Kopenhagen. Nach seinem Studienabschluss 1921 arbeitete er zunächst zwei Jahre an verschiedenen Krankenhäusern. 1923 wurde er wissenschaftlicher Assistent an dem Universitätsinstitut für Allgemeine Pathologie unter Oluf Thomsen. Am Institut wurde breitgestreut biologisch geforscht, darunter zur Blut-Typisierung, Bakteriologie und Erbbiologie. Kemp widmete sich vor allem  der Endokrinologie und promovierte 1927 über die Geschlechtsmerkmale bei Föten. Er beschäftigte sich außerdem mit der Bedeutung der Hypophyse für das Körperwachstum und die Entwicklung der Geschlechtsmerkmale. 1934 veröffentlichte er gemeinsam mit Harald Okkels ein Lehrbuch zur Endokrinologie für Studenten und Ärzte, das 1936 auch auf Deutsch veröffentlicht wurde.

### Humangenetiker und Eugeniker

#### Forschungen
Thomsen hatte 1927 staatliche Mittel erhalten, mit denen in Kopenhagen zur Rassenhygiene geforscht und gelehrt werden sollte, und er bildete Kemp gezielt als Humangenetiker und Eugeniker aus. Kemp hatte bereits zu den menschlichen Chromosomen gearbeitet und gilt als der erste Mediziner, der den Nutzen der Kultivierung menschlichen Gewebes für die Chromosomenforschung erkannte und praktizierte. Er beobachtete die Mitose unter dem Einfluss von Hitze, Chemikalien und ionisierender Strahlung und zur genetischen Disposition zu Krebserkrankungen.
1932 berichtete Kemp über seine Forschungen zur Prostitution. Fast alle Prostituierten, so das Ergebnis seiner Fallstudien, seien geistig abnorm. Dabei betonte er den Einfluss der Erbanlagen, maß einer etwaigen Sterilisation aber keine große Wirkung bei. Stattdessen setzte er sich für die Verbesserung der Lage der Dienstmädchen ein und kritisierte die Praxis der Bestrafung der Prostituierten als unnütz. Damit nahm er entscheidenden Einfluss auf die dänische Anti-Prostitutionsgesetzgebung. 1932 erhielt er ein Stipendium, um sich in den USA und Europa in Erbbiologie weiterzubilden. 1934 erhielt er ein weiteres Reisestipendium, um genetische Forschungseinrichtungen in Europa zu besuchen. Dabei berichtete er auch für die Rockefeller-Stiftung über Otmar Freiherr von Verschuer, da Bedenken über die ideologische Ausrichtung der erbbiologischen Forschung im nationalsozialistischen Deutschland laut geworden waren. Laut Kemp war Verschuer ein überzeugter Nationalsozialist, aber vollkommen aufrichtig, so dass seine Forschungen, insbesondere seine Zwillingsforschungen, als objektiv und fundiert angesehen werden könnten.

#### Haltung zur Sterilisationsgesetzgebung
Seit 1933 veröffentlichte Kemp regelmäßig zu eugenischen Fragen. Er bevorzugte die negative gegenüber der positiven Eugenik. Das dänische Sterilisationsgesetz von 1929 verteidigte er als notwendig im Hinblick darauf, dass die Gesellschaft verpflichtet sei, jedem ein lebenswertes Leben zu ermöglichen. Sein Verhältnis zur nationalsozialistischen Rassenhygiene war ambivalent. Kemp verzichtete vor dem Zweiten Weltkrieg auf Kritik an der nationalsozialistischen Zwangssterilisation. Er lobte die Struktur der Erbgesundheitsgerichte, betonte aber auch die Unterschiede zwischen Demokratie und Diktatur und sprach sich selbst nicht für Zwangssterilisationen aus. Stattdessen befürwortete er Aufklärung und Prävention durch genetische Beratung.  Das dänische Sterilisationsgesetz von 1934/35 sah gleichwohl Sterilisationen auch ohne Zustimmung vor, wenn soziale Verantwortung und Enthaltsamkeit des Betroffenen nicht gewährleistet schienen. In der Praxis handelte es sich dabei um Personengruppen, die als „asozial“ bzw. „antisozial“ angesehen wurden, etwa geistig Behinderte, „Schwachsinnige“, „Psychopathen“, „Landstreicher“ und Prostituierte.

#### Das Institut für Humangenetik in Kopenhagen
Am 14. Oktober 1938 gründete die Rockefeller-Stiftung nach Verhandlungen mit Thomsen und Kemp ein Institut für Humangenetik, das der Universität Kopenhagen übereignet wurde. Kemp wurde zum Direktor ernannt. Die Rockefeller-Stiftung hatte sich für die Förderung genetischer Forschung in Dänemark entschieden, weil sich erbbiologische Familienstudien auf Grund der dänischen Infrastruktur mit einer guten standesamtlichen Aktenlage leichter durchführen ließen als in anderen Staaten. Mit Unterstützung der dänischen Regierung wurde im Institut deshalb vor allem die genetische Erfassung der Bevölkerung betrieben. 1939 etwa wurde empfohlen, dass für alle Insassen psychiatrischer Einrichtungen die Fragebögen des Kopenhagener Instituts auszufüllen seien. Im erbbiologischen Register waren binnen weniger Jahre etwa 50.000 Dänen erfasst. Auf dieses Datenmaterial stützte sich der Ruf des dänischen Instituts als eine in Europa führende Forschungseinrichtung.
Kemp machte sich zudem für die Verankerung der Humangenetik im Medizinstudium stark. 1938 wurde die Humangenetik auf seine Initiative hin zum Pflichtfach. Zugleich wurde unter seiner Direktive genetische Forschung wie Familienstudien und genetische Experimente an Mäusen betrieben. Bis 1963 betreute er 40 Doktorarbeiten, 25 davon entstanden allein im ersten Jahrzehnt des Bestehens des Instituts. Die meisten davon erschienen in der institutseigenen Publikationsreihe Opera ex Domo biologiae hereditariae Universität Statistiker Hafniensis. Neben diversen Monographien veröffentlichte Kemp selbst 130 wissenschaftliche Publikationen in verschiedenen Zeitschriften. Seit 1943 war er Chefredakteur der Zeitschrift Acta pathologica et microbiologica Scandinavica und arbeitete an mehreren Handbüchern und Enzyklopädien mit. Darüber hinaus diente das Kopenhagener Institut als wohl erste genetische Beratungsstelle der Welt. Dabei hatte man nicht zuletzt die Regelungen des dänischen Abtreibungsgesetzes von 1937 im Blick, das Abtreibungen aus eugenischer Indikation erlaubte.

#### Nach dem Zweiten Weltkrieg
1948 wurde Kemp zum Professor für Humangenetik und Eugenik an der Universität Kopenhagen ernannt. Als international hervorragend vernetzter Wissenschaftler bemühte er sich um den Wiederaufbau der Humangenetik nach dem Zweiten Weltkrieg. Auf seine Initiative hin und mit Unterstützung der Rockefeller-Stiftung wurde 1956 in Kopenhagen der „Erste Internationale Kongreß für Humangenetik“ abgehalten, dem Kemp als Präsident vorstand. Seine Haltung zu NS-Rassenhygiene bestand nun darin, eine strikte Trennung zwischen dem pervertierten und exzessiven deutschen Sonderweg – er sprach von „Sturm und Drang-Periode“ – und der ernsthaften, um die Verhütung von Krankheiten und Leiden bemühten Erbhygiene zu postulieren. Für ihn bestand kein innerer Zusammenhang zwischen eugenischer Bewegung und „pseudowissenschaftlicher“ NS-Rassenhygiene, wobei er die internationale Anerkennung und die internationale Vernetzung ebendieser Rassenhygiene vor dem Zweiten Weltkrieg aussparte. Kemp setzte sich auch 1957 noch für Sterilisationen zur Verhütung von Erbkrankheiten ein, was für ihn bestimmte geistige Behinderungen und „Schwachsinn“ mit einschloss.
Kemp wurde für sein Engagement vielfach geehrt. 1953 wurde er in die Königlich Dänische Akademie der Wissenschaften gewählt, 1955 war er Mitglied des Staatlichen Kommission für Atomenergie. 1958 erhielt er die Ehrendoktorwürde der Universität Utrecht; 1961 wurde er Ehrenbürger von Salerno.

## Schriften
- Studier over kønskarakterer hos fostre. With an English summary. Levin & Munksgaards, København 1927.
- Om Kromosomernes Forhold i Menneskets somatiske Celler. Høst in Komm, København 1929.
- Über die somatischen Mitosen bei Menschen und warmblütigen Tieren unter normalen und pathologischen Verhältnissen. Springer, Berlin 1930.
- A Study of the Causes of Prostitution, especially concerning Hereditary Factors., S.l. 1932.
- u. Jens Juul: Über den Einfluss von Radium- und Röntgenstrahlen, ultraviolettem Licht und Hitze auf die Zellteilung bei warmblütigen Tieren. Studien an Gewebekulturen., Berlin 1933.
- The inheritance of sporadic goiter. Johns Hopkins Press, Baltimore 1933.
- Die Wirkung des Wachstumshormons der Hypophyse auf erblichen Zwergwuchs der Maus., Leipzig 1934.
- und Harald Julius Christian Okkels: Laerebog i endokrinologi for studerende og laeger. Levin & Munksgaard, København 1934.
  - Übersetzung: Lehrbuch der Endokrinologie. Für Studierende und Ärzte. Barth, Leipzig 1936.
- Vejledning i Variationsstatistik for Medicinere., Kopenhagen 1935.
- Prostitution. An investigation of its causes, especially with regard to hereditary factors. Levin & Munksgaard, Copenhagen 1936.
- und Lore Marx: Beeinflussung von erblichem hypophysärem Zwergwuchs bei Mäusen durch verschiedene Hypophysenauszüge und Thyroxin. I. Wachstum und Geschlechtsfunktion : II. Endokrine Organe : aus dem Universitätsinstitut für allgemeine Pathologie, Kph., Kbh. 1937.
- Antropologiske og arvehygiejniske Forhold. In: Danmarks kultur ved aar 1940.1 (1941) 1941, S. 111–128.
- Statistiske metoder i medicin og biologi. En kortfattet vejledning., Kbh. 1942.
- Arvehygiejne i Teori og Praksis. In: Socialt tidsskrift.19 (1943) 1943, S. 295–305.
- Arvelighedslaere for Studerende og Laeger. Munksgaard, København 1943.
- Danish Experiences in Negative Eugenics, 1929-1945. In: Eugenics Review 38 (1947), S. 181–186. PMC 2986383 (freier Volltext)
- Arvehygiejne. Genetic hygiene, with an English summary. Bianco Lunos, København 1951.
- und Elisabeth Aagesen: Genetics and disease. Munksgaard, Copenhagen 1951.
- Statistik for medicinere. En kortfattet vejledning., Kopenhagen 1955.
- Arv og kår; human genetik. Munksgaard, [København] 1956.
- mit Mogens Hauge und Bent Harvald: Proceedings of the First International Congress of Human Genetics. Copenhagen, August 1-6, 1956. Karger, Basel 1956–1957.
- Genetic-Hygienic Experiences in Denmark in Recent years. In: Eugen Review 49 (1957): 11–18. PMC 2973766 (freier Volltext)
- mit Bent Harvald und Mogens Hauge: Arvepatologi. Håndbog for medicinske studerende og læger. Munksgaard, Kopenhagen 1962.